# Wrecked (Buffy the Vampire Slayer)
Wrecked es el décimo episodio de la sexta temporada de Buffy the Vampire Slayer.
Después de un fatal y cercano accidente, Willow comprende que debe aceptar su adicción a la magia, e incluso Buffy debe admitir su adicción a Spike.

## Argumento
Dawn (Michelle Trachtenberg) y Tara (Amber Benson) están durmiendo en el sofá con la televisión todavía encendida. Se despiertan y la casa está muy silenciosa. Buffy (Sarah Michelle Gellar) se despierta desnuda en brazos de Spike (James Marsters) y se cubre como puede. Intenta marcharse pero acaban besándose otra vez. Spike le dice que hacer el amor con una Cazadora es lo único mejor que matarla. Buffy se levanta indignada y comienzan a discutir. Buffy le dice que solo le ha atraído un vampiro y que ya no está, que Spike solo es un inconveniente para ella. Pero algo ha cambiado entre ellos, aunque Buffy amenaza con matarle si cuenta lo que ha ocurrido.
En casa de las Summers, Tara intenta tranquilizar a Dawn. Willow (Alyson Hannigan) aparece con Amy (Elizabeth Anne Allen) y la situación es incómoda. Al salir, Tara se cruza con una Buffy magullada. En su habitación Willow intenta un hechizo para correr las cortinas, pero no funciona. La noche ha agotado sus poderes. Se tumba en la cama sin quitarse siquiera la cazadora. Parece mucho más deprimida que cansada, como si acabara de darse cuenta de que Tara se ha ido de verdad.
Willow pasea con Amy por Main Street. Le dice que ha necesitado todo el día para recuperar sus poderes. Quiere tomárselo con calma, pero Amy conoce a un tipo que puede ayudarlas: un hechicero que conoce conjuros desde el principio de los tiempos. Se llama Rack (Jeff Kober) y para encontrarlo tienen que atravesar una barrera invisible. Parece una sala de espera de una consulta y cuando el hechicero ve a Willow, les hace pasar a una habitación privada. Éste siente el poder que irradia Willow y le dice qué puede hacer por él, este supuestamente recarga la magia de ambas, pero el efecto es más bien como una droga adictiva que las hace sentir euforia y placer.
Willow llora desesperadamente en la ducha. Al salir, ve una caja con las cosas de Tara. Saca uno de sus vestidos y lo coloca sobre la cama, sentándose junto a él. Éste se hincha y Willow apoya la cabeza sobre el pecho del vestido. En la cocina se encuentra con Dawn, se disculpa por lo ocurrido y le propone ir al cine juntas. Cuando Buffy llega a casa oye un ruido en la habitación de Willow, sorprendiendo a Amy buscando algunas cosas. Mientras, Willow y Dawn caminan por callejones. La primera quiere hacer una parada rápida y la lleva hasta Rack.
Buffy va a la cripta de Spike para que la ayude a encontrar a Dawn. Le habla de Rack, pero Spike ya lo conoce y dice que no es un buen tipo, que es peligroso y juega con magia negra. Solo los demonios, las brujas o los vampiros pueden llegar a él. Dawn lleva una hora esperando en la sala cuando Willow sale drogada. Cuando mira a Dawn, ésta se da cuenta de que tiene los ojos negros. Eso le preocupa y dice que quiere volver a casa. Sin embargo Willow quiere divertirse y le dice que no se preocupe.
Dawn quiere ir a casa y aparece un demonio. Willow abre un coche y lo conduce usando la magia. Tienen un accidente. Buffy y Spike aparecen, pero es Willow la que destruye al monstruo con una especie de energía roja parecida a la del hechicero. Willow se disculpa pero Dawn la abofetea. Spike se ocupa de Dawn y Buffy acude a ayudar a su amiga desconsolada. Podría haber matado a su hermana y finalmente reconoce que está descontrolada y necesita ayuda.
En casa, Buffy le informa que Dawn está bien y solo tiene una fractura. Willow le dice que no es por Tara, que empezó antes de que ella se marchara y que esa fue la razón por la que lo hizo. Buffy le dice que no necesita la magia para ser especial. Esa noche Willow está sola en la cama, sudando y agitándose nerviosa con los ojos entreabiertos sufriendo los efectos de la abstinencia. Buffy está sentada en la cama, con la habitación llena de ajos y una cruz en la mano.

## Reparto

### Personajes principales
- Sarah Michelle Gellar como Buffy Summers.
- Nicholas Brendon como Xander Harris.
- Emma Caulfield como Anya Jenkins.
- Michelle Trachtenberg como Dawn Summers.
- James Marsters como Spike.
- Alyson Hannigan como Willow Rosenberg.

### Apariciones especiales
- Elizabeth Anne Allen como Amy Madison.
- Amber Benson como Tara Maclay.
- Jeff Kober como Rack.

### Personajes secundarios
- Fleming Brooks como Mandraz.
- Mageina Tovah como Chica Jonesing.
- Michael Giordani como Chico Jonesing.
- Colin Malone como Chico raro.
- Francesca Ryan como Compradora en Magic Box.

## Producción

### Título de episodio
Tres episodios consecutivos de la sexta temporada son sinónimos en inglés de EE. UU. para definir estados de embriaguez. Smashed - muy bebido, Wrecked - bebido o intoxicado, y Gone - en argot: denota un estado de ausencia como cuando se toman drogas, por ejemplo, «ido».

### Música
- Laika - «Black Cat Bone»

## Continuidad
Aquí se presentan los hechos que o bien influyen en la sexta temporada exclusivamente, o bien que viniendo de episodios anteriores influyen en este. Y por último, acontecimientos que ocurren en este episodio que influyen en las demás temporadas o en alguna otra temporada.

### Para la sexta temporada
- Los demás miembros de la Scooby Gang se dan cuenta de que Willow comienza a ser adicta a la magia e intentan sacarle de esa situación.
- En este episodio el abismo entre Buffy y Willow se hace aún más grande, haciendo que la primera acuda a Spike.

### Para todas o las demás temporadas
- Dawn comentó el hecho de que después de cazar las Cazadoras tienen hambre. Esto se ve en otro episodio de una temporada anterior.